# Con Martin
Cornelius Joseph Martin (20 de marzo de 1923 – 24 de febrero de 2013), comúnmente llamado Con Martin, fue un jugador de fútbol profesional irlandés. 

## Biografía
Martin primeramente jugó en el fútbol gaélico con el Dublin antes de cambiar al fútbol, jugando para, entre otros, Drumcondra, Glentoran, Leeds United y Aston Villa. Martin también fue internacional con ambas Irlandas jugando y capitaneando ambos equipos, la selección de fútbol de Irlanda y la selección de fútbol de la Isla de Irlanda. En 1949 se convirtió en miembro de la FAI XI quien derrotó a la selección de fútbol de Inglaterra con un resultado de 2-0 en el Goodison Park, siendo el primer equipo no inglés en ganar a la selección inglesa en casa.
Martin, apodado Mr. Versatility,
jugó en casi todas las posiciones durante su carrera futbolística. Aunque principalmente jugó como defensa, su habilidad con la pelota en el fútbol gaélico le permitieron jugar como portero. Hizo su debut internacional con la FAI XI como portero, a pesar de rechazar la posibilidad de firmar por el Manchester United como portero, posteriormente jugó casi toda la temporada como portero para el Aston Villa.

## Muerte
Falleció el 24 de febrero de 2013 a la edad de 89 años.

## Clubes

### Como jugador
| Club                    | País              | Año         |
| ----------------------- | ----------------- | ----------- |
| Dublin (fútbol gaélico) | Irlanda           | 1941        |
| Drumcondra              | Irlanda           | 1941 - 1946 |
| Glentoran               | Irlanda del Norte | 1946 - 1947 |
| Leeds United            | Inglaterra        | 1947 - 1948 |
| Aston Villa             | Inglaterra        | 1948 - 1956 |
| Waterford United FC     | Irlanda           | 1956 - 1959 |
| Dundalk FC              | Irlanda           | 1959 - 1960 |

### Como entrenador
| Club                           | País    | Año         |
| ------------------------------ | ------- | ----------- |
| Dundalk FC                     | Irlanda | 1959 - 1960 |
| Shelbourne Football Club       | Irlanda | 1965        |
| Cork Hibernians FC (asistente) | Irlanda | 1960s       |

## Palmarés
Futbolista gaélico
Dublín
- Leinster Champions: 1
  - 1941

Futbolista
Drumcondra
- FAI Cup: 1
  - 1946

Irlanda
- British Home Championship
  - Runners Up 1946-47: 1